# Krasnoiarske (Krasnoiarske), Ciornomorske
Krasnoiarske (în ucraineană Красноярське) este localitatea de reședință a comunei Krasnoiarske din raionul Ciornomorske, Republica Autonomă Crimeea, Ucraina.

## Demografie
Componența lingvistică a localității Krasnoiarske
     Rusă (51,4%)
     Tătară crimeeană (26,27%)
     Ucraineană (18,78%)
     Alte limbi (0,38%)
Conform recensământului din 2001, majoritatea populației localității Krasnoiarske era vorbitoare de rusă (51,4%), existând în minoritate și vorbitori de tătară crimeeană (26,27%), ucraineană (18,78%) și armeană (2,03%).